# Mährisch-schlesischer Grenzbote
Mährisch-schlesischer Grenzbote – czasopismo wydawane w języku niemieckim w Ostrawie w latach 1876–1900, którego kontynuacją był „Ostrauer Tagblat”. Wydawanie „Mährisch-schlesischer Grenzbote” wznowiono w latach 1908–1914.